# Мирослав Севлиевски
Мирослав Петров Севлиевски е български политик, народен представител в XXXIX народно събрание. Първоначално избран от листата на „Национално движение Симеон Втори“, впоследствие оглавява парламентарната група на „Новото време“.
От 23 февруари до 17 август 2005 г. е министър на енергетиката и енергийните ресурси в правителството на Симеон Сакскобургготски.